# Маунт Ири (Илиноис)
Маунт Ири (енгл. Mount Erie) град је у америчкој савезној држави Илиноис.

## Демографија
По попису из 2010. године број становника је 88, што је 17 (-16,2%) становника мање него 2000. године.
| Група             | 2000.       | 2010.       |
| Белци             | 102 (97,1%) | 88 (100,0%) |
| Афроамериканци    | 0 (0,0%)    | 0 (0,0%)    |
| Азијати           | 0 (0,0%)    | 0 (0,0%)    |
| Хиспаноамериканци | 2 (1,9%)    | 0 (0,0%)    |
| Укупно            | 105         | 88          |